# Vatica umbonata
Vatica umbonata är en tvåhjärtbladig växtart. Vatica umbonata ingår i släktet Vatica och familjen Dipterocarpaceae.

## Underarter
Arten delas in i följande underarter:
- V. u. acrocarpa
- V. u. umbonata